# Światłość świata (obraz)
Światłość świata (ang. The Light of the World) – alegoryczny obraz angielskiego malarza Williama Holmana Hunta, jednego z założycieli Bractwa Prerafaelitów.
Obraz powstawał w latach 1853-54, początkowo w prowizorycznym baraku w Worcester Park Farm w Surrey, później w pracowni artysty. Dla uzyskania lepszych efektów Hunt pracował nocą na dworze, przy świetle lampy. Swój pierwszy „nokturn” malował od 9.00 wieczorem do 5.00 nad ranem, pragnąc wiernie przedstawić scenę oświetloną blaskiem księżyca. Ukończone dzieło, opatrzone cytatami z Pisma Świętego, wystawiono w Akademii Królewskiej (1854); przemalowano je w 1858. Twórca sprzedał je potem (wraz z prawami autorskimi) Thomasowi Combe, uniwersyteckiemu wydawcy i mecenasowi sztuki. Przekazany w darze przez wdowę po nim, obraz umieszczono na stałe w bocznej kaplicy w oksfordzkim Keble College.
Pod koniec życia (ok. 1900-1904) artysta wykonał powiększoną wersję obrazu (304.8 x 193 cm), znajdującą się w katedrze św. Pawła w Londynie. Manchester Art Gallery posiada trzecią, zmniejszoną (49,8 × 26,1 cm) wersję  Światłości świata, powstałą w latach 1851-56.

## Opis
Oto stoję u drzwi i kołaczę:

jeśli kto posłyszy mój głos i drzwi otworzy,

wejdę do niego i będę z nim wieczerzał,

a on ze Mną.

W swej wizji artysta nawiązał do słów znanych z Apokalipsy św. Jana (Ap 3,20), wyobrażając postać Chrystusa z lampą, kołaczącego do zamkniętych drzwi. Scena rozgrywa się nocą w opuszczonym, zarośniętym chwastami i pogiętymi drzewami ogrodzie – otoczenie to symbolizuje grzech i zawiłości życia ludzkiego. Księżyc tworzy nimb wokół głowy Chrystusa, a pod Jego stopami leżą trzy jabłka: zielone, dojrzałe i zgniłe. Być może stanowią one alegoryczne nawiązanie do ludzkiego życia, które bez duchowej odnowy ulegnie zepsuciu podobnie jak zalegające na ziemi owoce.
Modelem pozującym przy malowaniu twarzy Chrystusa była kobieta -  Christina Rossetti – siostra Gabriela Rossettiego

## Symbolika
Postać Zbawiciela odziana jest w powłóczystą szatę, bez śladów szwów, co oznacza jedność. Jej biel ma symbolizować władzę Ducha Świętego. Na głowie Jezus ma podwójną koronę – zwykłą z metalu i połączoną z nią cierniową, na ramionach – ozdobny, królewski płaszcz spięty pektorałem, jaki nosili żydowscy arcykapłani. Korona, płaszcz i pektorał symbolizują trzy różne aspekty władzy Jezusa: królewską, prorocką i kapłańską. Jego twarz jest smutna i zatroskana, lewa ręka trzyma (oświetlającą drzwi i częściowo szatę) lampę siedmioboczną, symbolizującą znanych z Apokalipsy „siedem Kościołów”. Światło lampy ma być symbolem światła sumienia, prawdopodobnie nawiązując też do słów jednego z psalmów: Twoje słowo jest lampą dla moich stóp i światłem na mojej ścieżce (Ps 119,105).
Przedstawiające symboliczne wejście do ludzkiej duszy drzwi, do których puka Chrystus, są zamknięte i porośnięte kolczastymi pędami jeżyn, z zardzewiałymi gwoździami i kratą, a progiem zarośniętym chwastami; nad nimi widoczny jest nietoperz. Nie mają klamki, więc otworzyć je można tylko od środka, jeśli po drugiej stronie jest ktoś, kto stukanie usłyszy i zechce otworzyć.

## Odniesienia
Sam twórca wyznał, że w swym wyobrażeniu chciał „tym, co realne, wyrazić to, co nierealne”, tłumacząc też: „Pragnąłem stworzyć obraz, który nie wymagałby wyjaśnień”. Mimo to współczesnym początkowo nie dość trafił do przekonania duchowo-symboliczny wymiar dzieła. Th. Carlyle skrytykował go jako „zwykłą papistowską fantazję” i „godną współczucia, pomyloną prezentację szlachetności i braterstwa”. W ocenie prestiżowego czasopisma artystycznego The Athenaeum uznano, że twarz Jezusa, chociaż gorliwie religijna, nosiła cechy „dzikiej fantazji”. Nie pojmowano też np. wymowy siedmiobocznej lampy podświetlającej scenę. Dzieła bronił m.in. J. Ruskin, który w The Times zamieścił właściwą jego interpretację i który je ocenił jako „jedną z najszlachetniejszych prac sztuki sakralnej, jaką kiedykolwiek stworzono”.
Z biegiem czasu obraz Hunta zyskał jednak niezwykłą popularność, rozpowszechniany w Anglii i Ameryce w postaci rycin i ilustracji. Oryginał jako „protestancka ikona” podróżował w latach 1905-1907 po brytyjskich koloniach, docierając aż do Australii. Stał się elementem kultury popularnej, miał wpływ na poezję, muzykę i ilustracje książkowe, często powoływano się niego w kazaniach. Był najważniejszym wizerunkiem Chrystusa w epoce wiktoriańskiej i symbolem ludowej pobożności. Światłość świata stała się bardziej znana niż jej twórca i nadal jest wykorzystywana w pismach i na stronach religijnych.

## Wpływ i nawiązania
W 1873 Arthur Sullivan skomponował oratorium pt. The Light of the World.
Obraz wspomniany jest m.in. w powieściach Harper Lee (Zabić drozda) oraz Connie Willis (Blackout i All Clear). Pojawia się też w filmie Terrence’a Malicka Niebiańskie dni.